# دالان‌کن ساحلی
دالان‌کن ساحلی (نام علمی: Geositta peruviana) نام یک گونه از سرده دالان‌کن‌ها است.